# Catálogo morfológico de galaxias
El Catálogo morfológico de galaxias, o Morfologiceskij Katalog Galaktik (en inglés: MCG), es un catálogo ruso de 30.642 galaxias compilado por Boris Vorontsov-Velyaminov y V. P. Arkhipova. Se basa en el escrutinio de las impresiones de las placas del Palomar Sky Survey, y supuestamente completo a una magnitud fotográfica de 15. Incluyendo galaxias a magnitud 16 habría dado lugar a un gran conjunto de datos inmanejable. El catálogo se publicó en cinco partes (capítulos) entre 1962 y 1974, y el capítulo final incluye un cierto número de galaxias con una magnitud fotográfica por encima de 15.